# ラグタイム
ラグタイム (ragtime) は、19世紀末から20世紀初頭（記載ある楽譜の出版年とされる1897年ごろから第一次大戦ごろまで）にかけて、アメリカを中心として流行した、黒人音楽に強い影響を受けた音楽ジャンルである。リズムのシンコペーション（強調）が大きな特徴である。有名なラグタイムの演奏家には、スコット・ジョプリンがいた。スコット・ジョプリンはアフロアメリカンである。

## 概要/起源
19世紀後半頃から、アフロ・アメリカン（おもに黒人）のミュージシャンが、主にピアノ演奏を中心に自らのルーツ音楽を基本とするシンコペーション（リズムの強調）を多用した（右手の）メロディーと、マーチに起因する（左手の）伴奏を融合させた独特の演奏スタイルを編み出した。これが従来のクラシック音楽のリズムとは違う「遅い・ずれた」リズムと見られた。ラグの語源には諸説あり、決定的な結論はないが、ずれた時間「ragged-time」略して「ragtime」としたという説と、アメリカの方言でragがダンス・ボールを意味したという説は有力な説と見られている。

## 歴史
ラグタイムは20世紀初頭のアメリカで流行した。スコット・ジョプリンは、ラグタイム王と呼ばれ、ラグタイム時代において最も有名なアメリカ合衆国の演奏家・作曲家となった。また、スコット・ジョプリン（1868〜1917）、ジェームズ・スコット（1886〜1938）、ジョセフ・ラム（1887〜1960）が特に有名なラグタイム作曲家だった。ラグタイムは歌曲が中心であったことから、当時、短時間しか録音できなかったレコードやピアノロール、短時間しか再生できなかった自動ピアノなどに取り入れられ、アメリカの20世紀文明とともに急速に広まった。
このリズムを用いた楽曲が「ポピュラーソング」として第一次世界大戦後まで好んで歌われた。当時、ロシア革命や第一次世界大戦後の動乱でヨーロッパを追われた著名作曲家たちも、新大陸でこのリズムに出会いラグタイムの作曲を試みたりしている。
リズム的特徴としては「シンコペーション」と呼ばれるリズム構成が主体で、これは拍の弱部を強調する事によって、従来のクラシック音楽とは異なる印象を与えることができる。ラグタイムにおいて裏拍は強調されているがJazzのようなスィングはなく、リズム的にはラグタイムとジャズは別物である。ラグタイムはクラシック音楽と同様に即興性はほとんど無く、きちんと作曲されており、演奏も楽譜どおり正確に行われることが多い。